# Phan Kim Kỳ
Phan Kim Kỳ (1947-1998) là một quân nhân Quân đội Nhân dân Việt Nam, được truy tặng danh hiệu Anh hùng lực lượng vũ trang nhân dân do đã tiêu diệt nhiều máy bay đối phương trong chiến tranh Việt Nam.

## Tiểu sử
Ông Phan Kim Kỳ sinh ngày 20 tháng 2 năm 1947 tại làng Đồng Hiền, xã Công Thành, huyện Yên Thành, tỉnh Nghệ An. Năm 1967 gia đình Ông (cha Phan Chơng) về sinh sống tại thôn Quỳnh Phú (nay là xóm Phú Văn) xã Khánh Thành, huyện Yên Thành, tỉnh Nghệ An.
Gia đình Ông có 5 anh, chị em, người anh đầu là kỹ sư giao thông Phan Kim Khuê từng tham gia kháng chiến ở Cục tiền phương thông tuyến, mở đường Trường Sơn những năm đánh Mỹ, ông Khuê là một trong những người con quê hương xứ Nghệ trực tiếp tham gia xây dựng Lăng Chủ tịch Hồ Chí Minh. Người em trai kế tiếp là liệt sĩ Phan Kim Quỳnh, bộ đội đặc công đã hy sinh trên chiến trường miền Đông Nam Bộ năm 1970.
Ông Phan Kim Kỳ là sinh viên trường đại học Thủy Lợi Hà Nội, năm 1970 - 1976 ông tham gia Quân đội Nhân dân Việt Nam trong cuộc kháng chiến chống Mỹ.
Do có nhiều thành tích xuất sắc trong chiến đấu, ngày 11 tháng 3 năm 1973 Ông Phan Kim Kỳ được kết nạp vào Đảng Cộng sản Việt Nam tại Ban tham mưu trung đoàn 113 đặc công, thuộc Bộ tư lệnh đặc công 27.
Cuối năm 1976 Phan Kim Kỳ được cấp trên cho về trường Đại Học Thủy Lợi Hà Nội học tiếp, năm 1979 ra trường về công tác tại sở Thủy Lợi, nay là sở Nông nghiệp và Phát triển nông thôn tỉnh Nghệ An.
Do ảnh hưởng chất độc hóa học, di chứng của chiến tranh để lại ông Phan Kim Kỳ mắc bệnh ung thư qua đời ngày 16 tháng 10 năm 1998 (ngày 26 tháng 8 năm Mậu Dần).

## Thành tích
Tháng 02/1972 Phan Kim Kỳ được biên chế về C3 - D172 - E237, Quân chủng Phòng không - Không quân, cấp bậc Trung sĩ, chức vụ Tiểu đội trưởng cùng với C3, D172 vượt Trường Sơn vào Nam chiến đấu tại chiến trường Đông Nam Bộ. Tham gia chiến dịch Nguyễn Huệ và liên tục tham gia chiến đấu nhiều trận ở Biên Hòa, Bà Rịa, Bình Long, Tây Ninh, Kiến Tường, Mỹ Tho và Long An, trong chiến dịch Hồ Chí Minh tham gia chiến đấu tại mặt trận 232 Tân An, Long An.
- Trận đánh tiêu biểu:

Thành tích tiểu đoàn còn ghi rõ: (Trích mục B chiến dịch Nguyễn Huệ - 1972) Để bảo vệ các đơn vị bạn đang bao vây thị xã An Lộc và chốt chặn " trên đường 13, Phan Kim Kỳ Tiểu đội trưởng. Khi Tiểu đội thương vong gần hết, Phan Kim Kỳ một mình 1 AK, 1 cơ cấu phóng cũng tấn công 2 quả đạn, một mình Ông đã bò sát hàng rào, ngay đầu đường băng Tân Khai, phóng đạn khi máy bay vừa cất cánh. Phan Kim Kỳ được Sư đoàn 75 tuyên dương hành động Anh hùng năm 1972 và phát động toàn sư đoàn học tập". Cũng vì thế năm 1972 Phan Kim Kỳ được Chiến sĩ thi đua của miền.
- Thành tích tiêu biểu:

Phan Kim Kỳ từng tham gia nhiều chiến dịch và trận đánh lớn, đã lập nên nhiều chiến công xuất sắc. Đặc biệt trong 6 trận đánh tiêu biểu Phan Kim Kỳ dùng tên lửa cá nhân A72 Phòng không, là một loại tên lửa đất đối không vác vai, tiêu diệt 6 máy bay Mỹ gồm: 1 A37 (A-37 là máy bay cường kích), 1 C130 (C130 là một máy bay vận tải), 2 AD6 (là một máy bay ném bom cường kích), 2 AH1G (là loại máy bay trực thăng chiến đấu). Tiêu diệt 82 tên địch.
Trong chiến dịch Hồ Chí Minh ngày 28, 29, 30/4/1975 đồng chí Phan Kim Kỳ, Nguyễn Quang Lộc, Hoàng Văn Quyết trên 3 mũi chiến đấu phối thuộc với đơn vị bộ binh và đặc công của hướng 232 Tây Nam đã bắn rơi 3 máy bay, trong đó có 01 máy bay AC - 130. Được chỉ huy các đơn vị phối thuộc khen ngợi và đánh giá A72 đã hoàn thành xuất sắc nhiệm vụ được giao.
Tháng 10 năm 1975 đến tháng 5 năm 1976: Phan Kim Kỳ cùng đơn vị nhận nhiệm vụ chiến đấu, bảo vệ đảo Thổ Châu (Thổ Chu), quần đảo Phú Quốc tỉnh Kiên Giang, Thuộc đơn vị C3, A72, Lữ đoàn 101 Quân khu 9, sau đó trực thuộc Bộ Tư lệnh Hải quân, chức vụ Đại đội phó, quyền Đại đội trưởng - Chi ủy viên chi bộ 3, A72, Lữ 101.

## Vinh danh - Khen thưởng
Chủ tịch nước truy tặng danh hiệu Anh hùng lực lượng vũ trang nhân dân (năm 2018)
01 Huân chương Kháng chiến hạng Nhất (năm 1984)
02 Huân chương Chiến công Giải phóng hạng Ba (năm 1972, năm 1974)
01 Huân chương Chiến sĩ giải phóng hạng Ba (năm 1975)
06 Danh hiệu Dũng sĩ - diệt máy bay quân đội Mỹ
02 Bằng khen 1972 về thành tích chiến đấu.
01 Chiến sĩ thi đua cấp cơ sở năm 1972.
Bằng khen hành quân Trường Sơn, Huy hiệu, kỷ niệm chương chiến dịch Nguyễn Huệ, chiến dịch Hồ Chí Minh, nhiều bằng khen, giấy khen của cá nhân, tập thể tiểu đội...
Hiện nay trường Đại học Thủy Lợi Hà Nội, Bảo tàng Quân chủng Phòng không - Không quân đang lưu dữ nhiều tư liệu, kỷ vật về tiểu đoàn Tên lửa A72 và cựu chiến binh của trường.

## Gia đình
Vợ ông Phan Kim Kỳ là Bà Hoàng Thị Huyên Kỹ sư dự toán thiết kế Công ty tư vấn thiết kế Thủy Lợi Nghệ An.

## Tiểu đoàn 172 được vinh danh
Đại đội 3 Tiểu đoàn 172 được Phong tặng Anh hùng năm 1976.
Các đồng chí đại đội 3 tiểu đoàn 172:
- Bùi Anh Tuấn
- Trần Văn Xuân
- Phan Kim Kỳ
- Hoàng Văn Quyết
- Nguyễn Ngọc Chiến
- Nguyễn Văn Thoa
- Nguyễn Quang Lộc

Đại đội 4 Tiểu đoàn 172 được Phong tặng Anh hùng năm 2018.
Các đồng chí đại đội 4 tiểu đoàn 172:
- Vũ Danh Tòng
- Nguyễn Văn Toản
- Trần Quang Thắng

## Liên kết
- http://phongkhongkhongquan.vn/22720/trung-doan-64-to-chuc-le-don-nhan-danh-hieu-anh-hung-llvtnd-cho-cac-tap-the-ca-nhan.html
- https://baonghean.vn/nen-tam-huong-cho-nguoi-anh-hung-207128.html
- https://toquoc.vn/xa-thu-ky-tai-tlpk-viet-nam-cap-toc-su-dung-vu-khi-moi-diet-6-may-bay-dich-82020226134840484.htm
- http://www.tlu.edu.vn/cuu-sinh-vien/truong-dhtl-don-nhan-mot-so-di-vat-cua-9767